# 酢酸フルフリル
酢酸フルフリル（さくさんフルフリル、英: Furfuryl acetate）は、化学式C7H8O3で表される酢酸エステルの一種。主に食品用香料として用いられる。天然には、コーヒーなどに存在する。

## 用途
アセト酢酸エチルに似たエーテルないしフローラル系の香りを持ち、ラズベリーなどのフルーツ系やスパイス系のフレーバーとして1~550ppmほど使用される。香料用途としては井上香料製造所やシグマアルドリッチ、Bedoukian社が製造する。 

## 安全性
日本の消防法では危険物第4類・第2石油類に分類される。